# 諾瓦基 (波隆涅區)
50°15′57″N 27°23′50″E / 50.26583°N 27.39722°E
諾瓦基（烏克蘭語：Новаки），是烏克蘭的村落，位於該國西部赫梅利尼茨基州，由諾瓦基負責管轄，始建於1870年，面積0.31平方公里，海拔高度247米，2001年該村落人口77。